# Joel Rajalakso
Carl Joel Samuel Rajalakso (sinh ngày 2 tháng 4 năm 1993 ở Enköping) là một cầu thủ bóng đá người Thụy Điển thi đấu cho Carlstad United ở vị trí tiền vệ. Anh là em trai của Sebastian Rajalakso.